# Centre de recherche scientifique et d'enseignement supérieur d'Ensenada
Le Centre de recherche scientifique et d'enseignement supérieur d'Ensenada (Centro de Investigación Científica y de Educación Superior de Ensenada) est un centre de recherche et d'enseignement situé à Ensenada, Baja California, au Mexique.
Le centre fut créé en 1973 par le gouvernement fédéral mexicain. Il propose des formations de master et des doctorats dans divers domaines scientifiques et techniques. Ils font partie du système des centres publics de recherche du conseil national des sciences et technologies (CONACYT). En une trentaine d'années il est devenu un centre majeur de recherche du pays.
Le centre est découpé en 4 divisions qui sont :
- biotechnologies expérimentales et appliquées :
  - biologie de la conservation,
  - biotechnologies marines,
  - microbiologie ;
- sciences de la Terre :
  - géophysique appliquée,
  - géologie,
  - sismologie ;
- physique appliquée :
  - cs. de la computación,
  - électronique et télécommunications,
  - optique ;
- océanographie :
  - aquaculture,
  - écologie,
  - océanographie physique,
  - océanographie biologique.